# Сеттімо-Торинезе
Сеттімо-Торинезе (італ. Settimo Torinese, п'єм. Ël Seto) — муніципалітет в Італії, у регіоні П'ємонт,  метрополійне місто Турин.
Сеттімо-Торинезе розташоване на відстані близько 530 км на північний захід від Рима, 10 км на північний схід від Турина.
Населення — 45 840 осіб (2023).
Щорічний фестиваль відбувається першої неділі вересня. Покровитель — Corpi Santi.

## Демографія
Населення за роками:

Станом на 1 січня 2023 року в муніципалітеті офіційно проживав 3041 іноземець з 88 країн, серед них 1618 громадян країн Євросоюзу та 44 громадяни України.

## Сусідні муніципалітети
- Боргаро-Торинезе
- Брандіццо
- Казелле-Торинезе
- Кастільйоне-Торинезе
- Гассіно-Торинезе
- Леїні
- Сан-Мауро-Торинезе
- Сан-Раффаеле-Чимена
- Турин
- Вольп'яно